# Klovn
Klovn ili klaun (prema engl. clown — bedak) umjetnik je čiji je cilj podstaknuti gledaoce na razmišljanje, na čuđenje ili nasmijati ih. Klovnovi djeluju na sceni, na televiziji ili u cirkusu. Klovn uveseljava naročito neverbalnom komunikacijom. Posebnost klovna je velika odjeća, perika, šminka i ponašanje. Nosi pretjerano velike klovnove cipele. Stoga mu je najkarakterističniji izgled te umjetni crveni gomoljasti nos. Klovnovi mogu djelovati u parovima, ili u tandemu s nekim životinjama (npr. psom ili majmunom).

## Istorija
Najstariji klovnovi pronađeni su u vreme Pete egipatske dinastije, oko 2400. godine pre nove ere. Za razliku od dvorskih luda, klovnovi su tradicionalno imali društveno-religijsku i psihološku ulogu, a tradicionalno su uloge sveštenika i klovnova obavljale iste osobe. Piter Berger piše: „Čini se verovatnim da ludost i budale, poput religije i magije, zadovoljavaju neke duboko ukorenjene potrebe u ljudskom društvu.“ Iz tog razloga, klovn se često smatra važnim delom treninga kao discipline fizičkog učinka, delimično zato što se škakljivim temama može baviti, ali i zato što zahteva visok nivo rizika i igre izvođača.
U antropologiji, termin klovn je proširen na slične likove lutalice ili budale u nezapadnim kulturama. Društvo u kojem takvi klovnovi imaju važnu poziciju nazivaju se klovnovskim društvima, a klovnovski lik uključen u religioznu ili ritualnu funkciju poznat je kao ritualni klovn.
Mnoga domorodačka plemena imaju istoriju klovnova. Kanadska metoda klovna koju je razvio Ričard Počinko i koju je nastavila njegova bivša učenica, Su Morison, kombinuje tehnike klovna iz Evrope i Amerike. U ovoj tradiciji maske se prave od gline dok su oči stvaraoca zatvorene. Maska se pravi za svaki pravac medicinskog kola. Tokom ovog procesa, klovn stvara ličnu mitologiju koja istražuje njihova lična iskustva.

„Grimaldi je bio prvi prepoznatljivi predak modernog klovna, neka vrsta Homo erectus evolucije klovnova. Pre njega, klovn je možda nosio šminku, ali je obično bilo samo malo rumenila na obrazima da bi se pojačao osećaj bili su raznorodni, smešni pijanci ili rustikalni seljaci. Grimaldi je, međutim, odeven u bizarne, šarene kostime, potpuno belu boju lica isprekidanu svetlocrvenim mrljama na obrazima i prekriven plavim irokezom. Bio je majstor fizičke komedije— skakao je u vazduh, stajao na glavi, borio se sa samim sobom u urnebesnim borbama pesnicama koje bi naterale publiku da se kotrlja po prolazima – kao i u satiri koja ismejava apsurdnu modu dana, komične utiske i grube pesme.”

—Istorija i psihologija strašnih klovnova, Smitsonijan.
Moderni klovnovi su snažno povezani sa tradicijom cirkuskih klovnova, koja se razvila iz ranijih komičnih uloga u pozorištu ili varijete predstavama tokom 19. do sredine 20. veka. Ovaj prepoznatljivi lik ima neobične kostime, prepoznatljivu šminku, šarene perike, preteranu obuću i šarenu odeću, a stil je generalno dizajniran da zabavi široku publiku.
Prvu glavnu ulogu klovna tumačio je Džozef Grimaldi (koji je takođe kreirao tradicionalni dizajn šminke za belo lice). Početkom 1800-ih proširio je ulogu klovna u arlekinadi koja je bila deo britanskih pantomima, posebno u teatru Rojal, Sadlers Vels i Kovent Garden. Postao je toliko dominantan na londonskoj strip sceni da su harlekinadni klovnovi postali poznati kao „Džoji“, a nadimak i Grimaldijev dizajn šminke za belo lice i dalje koriste drugi klovnovi.
Komedija koju klovnovi izvode obično je u ulozi budale čije svakodnevne radnje i zadaci postaju nesvakidašnji — i kome smešno za kratko vreme postaje obično. Ovaj stil komedije ima dugu istoriju u mnogim zemljama i kulturama širom sveta. Neki pisci su tvrdili da je zbog široke upotrebe takve komedije i njene duge istorije to potreba koja je deo ljudskog stanja.

### Poreklo
Engleska reč clown je prvi put zabeležena oko 1560. (kao clowne, cloyne) u generičkom značenju seljak, bezvlasnik, paor. Poreklo reči je neizvesno, možda od skandinavske reči koja je srodna sa nespretan. U tom smislu se klovn koristi kao ime likova budala u Šekspirovom Otelu i Zimskoj priči. Osećaj klovna kao što se odnosi na profesionalnu ili uobičajenu budalu ili gestikulatora razvio se ubrzo posle 1600. godine, na osnovu elizabetanskih likova rustičnih budala kao što su Šekspirove.
Sada već klasične karakteristike lika klovna razvio je ranih 1800-ih Džozef Grimaldi, koji je igrao klovna u pantomimi Čarlsa Dibdina iz 1800. Piter Vilkins: ili Harlekin u letećem svetu u Sadlers Vels teatru, gde je Grimaldi ugradio lik u centralnu figuru arlekinade.

### Moderni cirkusi
Italijanski zadržava Pagliaccio, karakter umetničke komedije zani, a izvodi iz italijanskog izraza nalaze u drugim romanskim jezicima, kao što su francuski Paillasse, španski payaso, katalonski/galski pallasso, portugalski palhaço, grčki παλιάτσος, turski palyaço nemački Pajass (preko francuskog) jidiš פּאַיאַץ (payats), ruski пая, rumunski paiață.

### Severna Amerika 20. veka
Prelazak lika Ogista ili crvenog klovna sa njegove uloge za belce u cirkusu ili pantomimskim predstavama na na samostalni lik iz Bozoa u dečijoj zabavi do 1980-ih, takođe je doveo do lika zlog klovna, sa privlačenjem klovnova za malu decu koja se zasnivaju na njihovoj suštinski pretećoj ili zastrašujućoj prirodi. Strah od klovnova, posebno cirkuskih klovnova, postao je poznat pod pojmom „klovnofobija”.

## Napomene
1. ↑  Icelandic klunni, Swedish kluns "clumsy, boorish person"; c.f. North Frisian klönne and kluns, also meaning clumsy person. An alternative proposal derives clown from Latin colonus "colonist, farmer". The verb to clown "to play the clown onstage" is from about 1600.[13]
2. ↑  From paglia, the word for straw (after the straw costume of the rustic buffoon character), or from bajaccio "mocker, scoffer".

## Literatura
- Berger, Peter L. (1997), Redeeming Laughter: The Comic Dimension of Human Experience, Walter de Gruyter, ISBN 3-11-015562-1
- Callery, Dymphna (2001), Through the Body: A Practical Guide to Physical Theatre, Nick Hern Books, ISBN 1-85459-630-6
- McConnell Stott, Andrew (2009). The Pantomime Life of Joseph Grimaldi. Edinburgh: Canongate Books Ltd. ISBN 978-1-84767-761-7.
- Neville, Giles (1980). Incidents In the Life of Joseph Grimaldi. London: Jonathan Cape Ltd. ISBN 0-224-01869-8.
- Clowns. ISBN 0-8015-3962-5. by John H. Towsen.  .  Publisher: E P Dutton - 1976-11.
- Clown Alley. ISBN 0-316-07958-8.  by Bill Ballantine.  . Publisher: Little Brown & Co (T) - April, 1982.
- Clown for Circus and Stage. ISBN 0-8069-7034-0. by Mark Stolzenberg.  .  Publisher: Sterling Pub Co Inc - May, 1981.
- The Physical Comedy Handbook. ISBN 0-325-00114-6. by Davis Rider Robinson.  . Publisher: Reed Elsevier Incorporated - May 1999.
- The Pickle Clowns: New American Circus Comedy. ISBN 0-8093-2356-7. by Joel Schechter.  . Publisher: Southern Illinois Univ Pr (Tx) - August, 2001.
- Lowell Swortzell (1978). Here Come the Clowns: A Cavalcade of Comedy from Antiquity To the Present (1st изд.). Viking Press. ISBN 0-670-36874-1.
- Clowning Through by Frank Foster and Willan G. Bosworth Publisher: Heath Cranston LTD London - 1937
- Step Right Up!: The Adventure of Circus in America. ISBN 1-55870-140-0. by LaVahn G Hoh.  .  Publisher: Betterway Publications - 1990.
- Two Hundred Years of the American Circus: From ABA-Daba to the Zoppe-Zavatta Troupe. ISBN 0-8160-2611-4. by Tom Ogden  Albert F. House.  .  Publisher: Facts on File, Incorporated - January 1993
- Circus Report Format: Magazine. Publisher: Graphics 2000. . ASIN B00006K8X5 https://www.amazon.com/dp/B00006K8X5. Недостаје или је празан параметар |title= (помоћ)
- Spectacle Format: Magazine. Publisher: Circus Plus Publications. . ASIN B00006KXUX https://www.amazon.com/dp/B00006KXUX. Недостаје или је празан параметар |title= (помоћ)
- Rees, Terence (1964). Thespis – A Gilbert & Sullivan Enigma. London: Dillon's University Bookshop. OCLC 650490931.
- Chaffee, Judith and Olly Crick (2015). The Routledge Companion to Commedia dell'Arte. Routledge. ISBN 978-0-415-74506-2.
- McConnell Stott, Andrew (2009). The Pantomime Life of Joseph Grimaldi. Edinburgh: Canongate Books. ISBN 978-1-84767-761-7.
- Neville, Giles (1980). Incidents In the Life of Joseph Grimaldi. London: Jonathan Cape Ltd. ISBN 978-0-224-01869-2.
- Smith, Winifred (1964). The Commedia dell'Arte. New York: Benjamin Blom, Inc.
- Calthrop, Dion Clayton; Granville-Barker, Harley (1918). The Harlequinade: An Excursion. Illustrated by Lewis Baumer. London: Sidgwick & Jackson.
- Collier, Constance (1929). Harlequinade. London: John Lane.
- Wilson, A. E. (1949). The Story of Pantomime. London: Home & Van Thal.

## Spoljašnje veze
- „”. Архивирано на веб-сајту  (6. новембар 2020)